# Cambrai

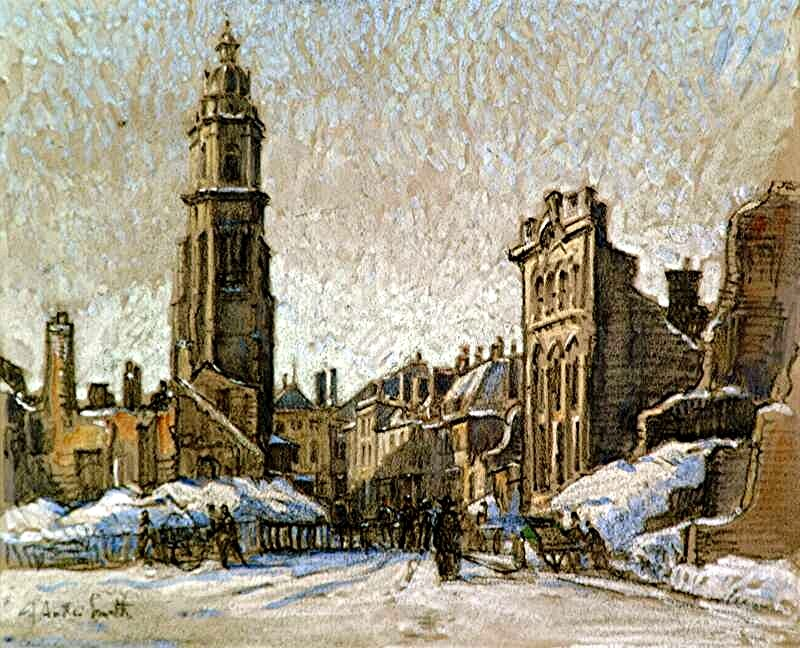
Desenho da cidade de Cambrai

Cambrai ou, na sua forma portuguesa, Cambraia (pronúncia em francês: [kɑ̃bʁɛ]; em neerlandês:  Kamerijk; em alemão:  Kamerich; ortografia antiga Cambray) é uma comuna no departamento de Nord, na França. Cambrai é o local de uma arquidiocese que era imensa na Idade Média.
Era chamada de Camaraco (em latim: Camaracum) durante o período romano.
A Batalha de Cambrai, uma campanha da Primeira Guerra Mundial aconteceu no local. Foi então observado o primeiro uso dos tanques com sucesso. Uma segunda Batalha de Cambrai aconteceu em 1918 como parte da Ofensiva dos 100 Dias.

## Personalidades
- Guillaume Dufay (1397–1474), compositor.
- Fénelon (1651–1715), conhecido como ''o Cisne de Cambrai'' arcebispo, teólogo católico, poeta e escritor.
- Charles François Dumouriez (1739–1823), general.
- Beata Josefina Leroux (1747–1794), freira católica guilhotinada durante a Revolução Francesa.
- Louis Blériot (1872–1936), aviador.
- Henri de Lubac (1896–1991), cardeal, jesuíta e teólogo.
- Maurice Godelier (1934), pensador, antropólogo social neomarxista.
- Marie-Georges Pascal (1946–1985), atriz francesa